# Hertog van Lennox

Wapen van Esmé Stewart, 1e Hertog van Lennox

Hertog van Lennox (Engels: Duke of Lennox) is een Schotse adellijke titel. 
De titel hertog van Lennox werd voor het eerst gecreëerd in 1581 door Jacobus VI voor Esmé Stewart, graaf van Lennox. Met het kinderloos overlijden van de 6e hertog in 1672 verviel de titel aan de kroon.
In 1675 creëerde Karel II de titel opnieuw voor zijn buitenechtelijke zoon Charles. Diens nazaten hebben tot op heden de titel gevoerd.
De huidige hertog van Lennox is tevens hertog van Richmond en hertog van Gordon, waarmee hij de enige Britse edelman is die drie hertogdommen op zijn naam heeft staan.

## Hertog van Lennox, Eerste creatie (1581)
- Esmé Stewart, 1e hertog van Lennox (1581-1583)
- Ludovic Stewart, 2e hertog van Lennox (1583-1624)
- Esmé Stewart, 3e hertog van Lennox (1624)
- James Stewart, 4e hertog van Lennox (1624–1655)
- Esmé Stewart, 5e Hertog van Lennox (1655–1660)
- Charles Stewart, 6e Hertog van Lennox (1660–1672)

## Hertog van Lennox, Tweede Creatie (1675)
- Charles Lennox, 1e hertog van Lennox (1675–1723)
- Charles Lennox, 2e hertog van Lennox (1723–1750)
- Charles Lennox, 3e hertog van Lennox (1750–1806)
- Charles Lennox, 4e hertog van Lennox (1806–1819)
- Charles Gordon-Lennox, 5e hertog van Lennox (1819–1860)
- Charles Gordon-Lennox, 6e hertog van Lennox (1860–1903)
- Charles Gordon-Lennox, 7e hertog van Lennox (1903–1928)
- Charles Gordon-Lennox, 8e hertog van Lennox (1928–1935)
- Frederick Gordon-Lennox, 9e hertog van Lennox (1935–1989)
- Charles Gordon-Lennox, 10e hertog van Lennox (1989-2017)
- Charles Gordon-Lennox, 11e hertog van Lennox(2017-)